# Adivasis

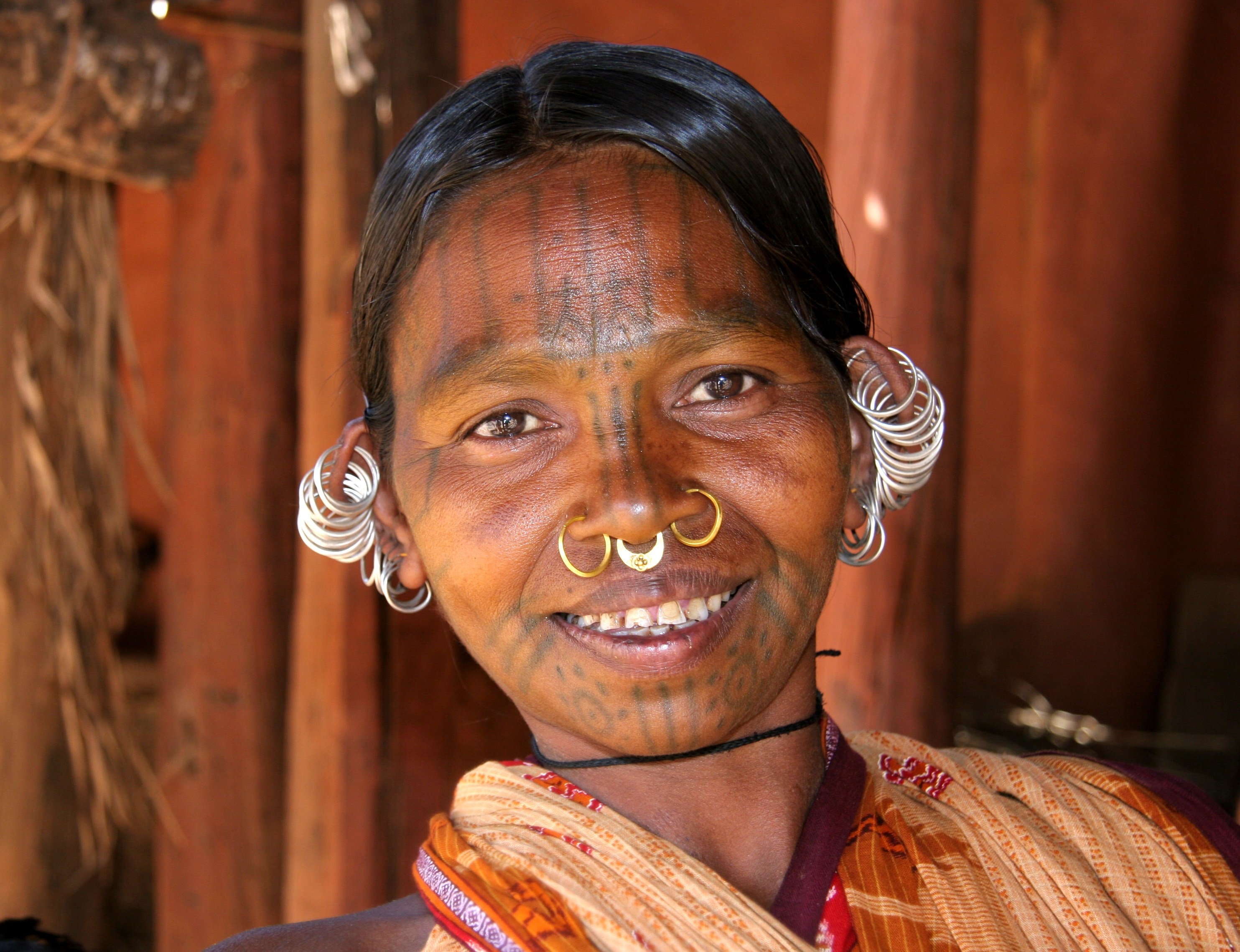
Une femme Ādivāsī du groupe tribal Kondhs dans l'Odisha.

Adivasis (ou Ādivāsīs) et Aborigènes de l'Inde sont des termes collectifs qui désignent les tribus du sous-continent indien considérées comme autochtones dans des régions (forêts) de l'Inde où elles vivent, en tant que cueilleurs ou en tant que communautés tribales sédentaires. Ces tribus forment une minorité substantielle de la population du pays.

Pourcentage des tribus répertoriées en Inde par tehsils selon le recensement de 2011.

Elles représentent 8,6 % de la population du pays en 2018, soit plus de 100 millions de personnes. Ces populations sont très fortement atteintes par la pauvreté. En 2018, 81,4 % des adivasis sont considérés comme pauvres.
Elles sont particulièrement nombreuses dans l'Odisha, le Bihar, le Jharkhand, le Chhattisgarh, le Tripura, mais également en Assam et dans les États du Nord-Est tels que le Mizoram, Nagaland et l'Arunachal Pradesh.

## Adivasis et castes
Les Adivasis sont officiellement reconnus suivant la constitution indienne comme Scheduled Tribes
(« tribus répertoriées »). Ils sont souvent regroupés avec les Scheduled Castes (« castes répertoriées », c'est-à-dire les « intouchables ») dans la catégorie Scheduled Castes and Scheduled Tribes (en), qui bénéficient d'avantages suivant le principe de la discrimination positive.
Vivant généralement dans des régions reculées et restant hors du grand courant de la civilisation indo-européenne qui façonne le sous-continent indien depuis le IIe millénaire av. J.-C., ils ont été largement ignorés des autres Indiens jusqu'à la période du Raj britannique où l'exploration méthodique du territoire par les colonisateurs les a mis en lumière. Ils ne constituent en aucun cas un groupe homogène. Le Sri Lanka possède sa propre population aborigène, les Vedda.

## Vue géographique
On dénombre en Inde 705 tribus répertoriées pour une population de 104 millions de personnes (recensement de 2011) soit 8,6 % de la population indienne. Ces populations comptent pour 95 % de la population du Mizoram (chrétiens à 87 %), 89 % du Nagaland (chrétiens à 90 %), 80 % du Meghalaya, 65 % de l'Arunachal Pradesh, 34 % du Manipur, 32 % du Tripura et Chhattisgarh, 26 % du Jharkhand, 22 % du Sikkim, 22 % de l'Orissa, 21 % du Madhya Pradesh, 15 % du Gujarat, 12 % du Rajasthan et 12 % de l'Assam) ,
,
.
83,2 % des Adivasis vivent dans les états de Madhya Pradesh, Maharastra, Orissa, Gujarat, Rajasthan, Jharkhand, Chhatishgarh, Andhra Pradesh, Telangana, Bengale occidental et Karnataka.
Nombre d'Adivasis vivent en bordure de l'Himalaya et dans le Jammu-et-Cachemire, l'Himachal Pradesh et l'Uttarakhand à l'ouest jusqu'à l'Assam, le Meghalaya, le Tripura, l'Arunachal Pradesh, le Mizoram, le Manipur et le Nagaland au nord-est. Dans ces États du Nord-Est, jusqu'à 95 % de la population est aborigène.
Une autre forte concentration d'Adivasis se retrouve sur le plateau d'Inde centrale (Chhattisgarh, Madhya Pradesh, Orissa et, à un moindre degré, Andhra Pradesh) ; dans cette zone bordée par la Narmadâ au nord et la Godâvarî au sud-est, les peuples tribaux occupent les pentes montagneuses de la région. Les Santals (la troisième tribu en Inde) habitent le Jharkhand, au Bengale-Occidental, et forment même une minorité substantielle au Bangladesh.
On rencontre de plus petits nombres d'Adivasis au Karnataka, en Andhra Pradesh (6 % de la population), au Tamil Nadu et au Kerala (1 % de la population dans ces deux États), concentrées notamment le long des Ghats occidentaux ou orientaux.
Seulement 2,4 % des tribus vivent en ville.

## Critères de tribalité
Mis à part les critères strictement légaux, le problème de la détermination de l'appartenance des groupes ethniques aux Scheduled Tribes plutôt qu'au Backward Classes ou aux Scheduled Castes est une chose subtile et complexe car elle a des implications en matière économique, du fait des avantages de la discrimination positive, et législative — car les aborigènes ont une représentation particulière — et cette appartenance est souvent controversée.
Un certain nombre de critères ont été définis comme établissant une nature tribale plutôt qu'une nature de caste. Parmi ceux-ci, on compte la langue, l'organisation sociale, l'affiliation religieuse, les modèles économiques, la situation géographique et l'auto-identification comme telle. Les tribus ainsi identifiées vivent généralement dans des régions accidentées à l'écart des populations qui suivent le système des castes ; elles parlent aussi généralement une langue identifiée comme tribale.
À la différence du système des castes, qui organise un système complexe local d'inter‑relations et d'échanges économiques, les tribus tendent à former des unités économiques autosuffisantes. Elles pratiquent souvent la culture sur brûlis plutôt que l'agriculture intensive typique de la majeure partie de l'Inde rurale. Pour la plupart des aborigènes, les droits d'utilisation du sol dérivent simplement et traditionnellement de leur appartenance tribale. La société tribale tend à être égalitaire, la position de chef est légitimée plutôt par des considérations de valeurs personnelles que par l'hérédité. Les religions tribales n'identifient aucune autorité en dehors de la tribu.
Cependant, n'importe lequel de ces critères peut être remis en question en considérant des exemples spécifiques. La langue n'est pas toujours un indicateur précis du statut tribal ou de caste. En particulier, dans les régions qui ont connu un grand brassage de population, nombre de groupes tribaux ont perdu leurs langues originelles et parlent maintenant une langue locale ou régionale. Dans certaines parties de l'Assam, autrefois divisées en tribus et villages continuellement en guerre, un contact accru entre villageois a commencé durant la période coloniale, et s'est accéléré depuis l'indépendance. Un pidgin assamais s'est alors développé, tandis que les membres des tribus les plus instruits apprenaient l'hindi puis l'anglais vers la fin du XXe siècle.
L'auto-identification comme individu tribal et la fidélité au groupe ne sont pas non plus des marqueurs infaillibles d'identité tribale. Dans le cas des tribus aux organisations sociales stratifiées, les fidélités au clan ou à la famille peuvent prédominer très largement sur celles dirigées vers la tribu. En outre, des tribus ne peuvent pas toujours être considérées comme des groupes vivant hors de la société indienne et leur degré d'isolement a changé grandement avec le temps. Les Gonds, les Santals et les Bhîls ont traditionnellement dominé les régions dans lesquelles ils vivent. De plus, la société tribale n'est pas toujours plus égalitaire que le reste de l'Inde rurale ; certaines grandes sociétés tribales, comme celles des Gonds par exemple, sont fortement stratifiées.
Les grandes fluctuations dans les évaluations des populations tribales du sous-continent montrent toute la difficulté à définir clairement la distinction entre ce qui relève du tribal et du non tribal et donc des critères retenus lors des recensements. Ainsi, celui de 1931 comptait 22 millions d'aborigènes, celui de 1941 n'en identifiait plus que 10 millions. En 1961, ce nombre passait à quelque 30 millions pour finir en 1991 à presque 68 millions.
Ces fluctuations des données des recensements montrent aussi le rapport complexe entre la caste et la tribu. Bien que, en théorie, ces limites soient censées représenter différents modes de vie et identifier des types idéaux, leurs variations reflètent en réalité les différences d'appréciation concernant un continuum de groupes sociaux. Dans les zones où un contact substantiel a eu lien entre les tribus et la société plus générale indienne structurée par le système des castes, les pressions sociales et culturelles ont eu souvent tendance à transformer la tribu, avec les années, en une nouvelle caste intégrée dans le système. Les peuples tribaux qui ont manifesté des ambitions d'intégration sociale dans la société indienne générale ont ainsi joué la carte de la classification comme caste pour leurs tribus. Occasionnellement, une tribu ou une partie significative d'une tribu a rejoint une secte de l'hindouisme pour s'intégrer en masse dans le système de caste. Les pratiques traditionnelles suivies par de telles tribus lorsqu'elles sont considérées comme impures, ont des répercussions sur leur position d'intégration dans la hiérarchie des castes.
Depuis l'indépendance, cependant, les avantages spéciaux accordés aux aborigènes ont freiné la tendance vers cette intégration et aident à l'affirmation et au maintien des identités tribales. Un statut a ainsi été accordé en 2004 aux Parsis, qui ont une implantation urbaine et qui connaissent de manière générale une certaine prospérité bien que leur communauté soit en déclin, de façon à aider au maintien de leur identité distinctive.

## Éducation
Le travail d'évangélisation comprenait toujours une dimension éducative. Tout naturellement les premières écoles ouvertes dans les régions tribales furent des écoles missionnaires chrétiennes. Au fur et à mesure que l'éducation progressait, des collèges, lycées et instituts universitaires furent créés. Négligés et complètement ignorés par les autorités anglaises (qui divisèrent d'ailleurs le pays sans aucun respect des entités géographiques tribales), les groupes tribaux se firent mieux entendre du gouvernement indien après l'indépendance de 1947. Un système éducatif officiel fut introduit dans les secteurs tribaux et des places progressivement réservées pour les enfants aborigènes dans les collèges, les lycées et les établissements d'enseignement supérieur dirigés par l'État. Malgré l'importance et l'attention donnée officiellement à l'éducation des jeunes, les efforts pour améliorer le niveau éducatif des tribus ont eu des résultats mitigés. Le recrutement de professeurs qualifiés et la détermination de la langue appropriée pour les apprentissages demeurent également problématiques. Les commissions organisées les unes après les autres sur la « question de langue » ont décidé que l'instruction, au moins au niveau primaire, devait être faite dans la langue maternelle des élèves. Cependant, dans quelques régions, les enfants aborigènes entrant à l'école doivent commencer par l'apprentissage de la langue régionale officielle, une langue souvent sans aucun lien avec leur langue tribale.
Nombre d'écoles tribales sont frappées par un taux élevé d'abandon en cours de scolarité. Les enfants suivent généralement les trois ou quatre premières années de l'école primaire où ils acquièrent une certaine éducation qui sera souvent négligée et oubliée par la suite. Peu d'entre eux continuent jusqu'en troisième (9th grade) et entrent au lycée. Les membres de tribus agraires comme les Gonds sont souvent peu disposés à envoyer leurs enfants à l'école, ayant besoin d'eux pour travailler dans les champs.
À l'inverse, dans le nord-est du pays où des tribus sont restées longtemps sans contact avec la société générale de l'Inde, l'éducation a permis aux membres des tribus de bénéficier, dans la période récente, des avantages politiques et économiques qui leur étaient destinés. Le système éducatif a permis dans ce cas de former un corps composé de membres des populations tribales occupant des professions hautement qualifiées et des postes administratifs de haut rang.

## Anthropologie, économie et géopolitique
La plupart des tribus aborigènes sont concentrées dans des secteurs très forestiers qui combinent inaccessibilité et intérêt politique ou économique limité. De tous temps, l'économie de la plupart des tribus était caractérisée par une agriculture de subsistance, la chasse et la cueillette. Traditionnellement, les aborigènes cantonnaient leur contact avec l'extérieur à quelques produits de première nécessité qui leur manquaient, comme le sel et le fer, et dépendaient d'artisans locaux pour la fourniture d'articles comme les ustensiles de cuisine,,,.
Nombre de groupes tribaux parmi les plus petits sont très sensibles à la dégradation écologique entraînée par la modernisation de l'Inde. La sylviculture industrielle et l'agriculture intensive se sont avérées destructives sur les zones forestières qui étaient utilisées pour pratiquer la culture sur brûlis pratiquée par les Ādivāsī depuis des siècles.
Au début du XXe siècle, de grands secteurs géographiques, autrefois dominés par les aborigènes, tombent entre les mains de non tribaux du fait de l'amélioration des transports et des communications. Vers 1900, beaucoup de régions autrefois isolées sont ouvertes à l'implantation de cultivateurs par le gouvernement colonial, les migrants recevant un titre de propriété en échange pour la mise en culture. Cependant, pour les aborigènes comme pour les Indiens de manière générale, la terre était, la plupart du temps, considérée comme une ressource commune, libre d'utilisation pour celui qui avait besoin d'elle pour sa subsistance contre le paiement d'une taxe au souverain. L'introduction par les Britanniques de la notion de propriété concernant la terre, sur le modèle européen, va avoir pour conséquence la constitution d'une classe de riches propriétaires terriens et d'une autre d'usuriers qui vont être la source d'un appauvrissement des campagnes indiennes. Avant que les aborigènes ne comprennent la nécessité d'obtenir des titres de propriété formels, ils avaient perdu l'occasion de prétendre à la propriété des terres qui pouvaient être légitimement considérées comme les leurs. Les gouvernements coloniaux, puis ceux de l'après indépendance, réalisent tardivement la nécessité de protéger les aborigènes des prédations de ces terres par des étrangers à ces régions et finissent par interdire la vente des terres tribales. Des terres ont été cependant rendues aux aborigènes, souvent en dépit de l'obstruction de la police et des fonctionnaires locaux.
Au cours des années 1970, la pression sur les terres tribales a connu une augmentation, particulièrement en Inde centrale. Les migrations sur les terres tribales ont augmenté considérablement, au fur et à mesure des spoliations de celles-ci au moyen de nombreuses méthodes comme le remboursement de dettes ou la corruption des fonctionnaires cadastraux. Certains groupes non tribaux se sont approprié les terres en s'y installant sans droit ou en faisant du « lobbying » auprès des gouvernements pour être reconnus comme populations tribales et entrer en concurrence avec les tribus qui les occupaient depuis des temps immémoriaux. Nombre d'aborigènes sont ainsi devenus des ouvriers agricoles sans terre au cours des années 1960 et 1970, et des régions qui étaient, quelques années plus tôt, le domaine exclusif des tribus possèdent maintenant une population de plus en plus mélangée. Les efforts des gouvernements pour expulser les membres non tribaux des terres occupées illégalement progressent lentement ; de plus, lorsque les expulsions en fin de compte se produisent, les nouveaux dépossédés sont généralement des membres des castes inférieures les plus pauvres.
L'amélioration des communications, la construction de routes carrossables et une intervention plus fréquente des gouvernements ont entraîné un contact accru des aborigènes avec les étrangers qui accèdent maintenant à des régions qui étaient encore, dans les années 1950, très isolées. Au cours des années 1960 et 1970, l'installation d'un commerçant non aborigène était très courante dans nombre de villages tribaux. Celui-ci vendant souvent ses marchandises à crédit, avec un taux d'intérêt élevé, beaucoup d'aborigènes se sont fortement endettés ou ont hypothéqué leur terre. Ces négociants encouragent également les aborigènes à abandonner les cultures vivrières pour des cultures industrielles comme le coton ou le ricin, ce qui augmente leur dépendance à l'égard du marché pour les produits de base. L'endettement est si étendu que, bien que de telles transactions soient illégales, les commerçants vendent parfois leurs débiteurs à d'autres négociants, les abaissant ainsi quasiment au statut d'esclaves.
Les tribus des contreforts de l'Himalaya n'ont pas été aussi malmenées par les intrusions de peuplements non tribaux. Historiquement, leur statut politique a toujours été différent de celui du reste de l'Inde. Jusqu'à la période du Raj britannique, aucun des empires qui s'étaient constitués dans l'Inde péninsulaire n'avait réussi à imposer sa suzeraineté effective sur ces régions. Les Britanniques, dans leurs efforts pour protéger la frontière sensible du nord-est contre l'avancée de la Russie tsariste, mirent en place une politique de « frontière intérieure » (Inner Line), les non-aborigènes n'étaient ainsi autorisés à se rendre dans ces zones qu'à la suite de la délivrance d'une permission spéciale. Les gouvernements de l'Inde indépendante ont continué cette politique, protégeant les tribus himalayennes comme éléments de leur stratégie pour sécuriser la frontière avec la Chine.
Les politiques gouvernementales sur les réserves forestières ont profondément affecté la vie des aborigènes, les poussant parfois à une résistance armée désespérée et futile. L'exploitation intensive des forêts, rendue possible par la corruption de fonctionnaires locaux, a souvent autorisé des étrangers à faire des coupes importantes, alors que les prélèvements des aborigènes étaient fortement réglementés, et a entraîné le remplacement de forêts à la flore riche, qui permettaient la perpétuation de la vie tribale, par des plantations de monoculture.
La situation est cependant très différente dans le nord-est. En Arunachal Pradesh, par exemple, les aborigènes contrôlent le commerce et occupent la plupart des postes administratifs de base. Les projets de construction du gouvernement dans la région ont fourni à certaines tribus une source significative de revenus. Quelques tribus ont accompli aussi de grands et rapides progrès grâce au système éducatif, le rôle des missionnaires étant significatif à cet égard. L'instruction commencée en assamais était poursuivie en hindi ; vers le début des années 1980, l'anglais a commencé à être enseigné à tous les niveaux et les aborigènes de ces régions ont pu profiter et profitent toujours d'une certaine amélioration de leurs conditions de vie.
Au Chhattisgarh, plus de 500 000 personnes, dont une majorité d'Adivasis, ont été déplacées à cause de l'industrialisation. Convertis en travailleurs migrants, les déplacés constituent une main-d’œuvre généralement peu syndiquée et considérée docile, dès lors privilégiée par le patronat indien notamment pour remplacer le personnel gréviste à l'issue de mouvements sociaux.
Dans ses travaux, l'anthropologue Dalel Benbabaali souligne que « dans les régions où les adivasi sont majoritaires, leur appauvrissement tient principalement à un processus d’« accumulation par dépossession ». Il résulte de la pénétration croissante d’entrepreneurs et d’agriculteurs issus des castes dominantes, qui détournent à leur profit les ressources naturelles dont dépendent les populations autochtones. [...] Théoriquement protégés par la Constitution, les territoires peuplés majoritairement d’adivasi et classés comme zones réservées (scheduled areas) sont soumis à des lois spécifiques interdisant aux autres populations d’acheter des terres. En réalité, ces droits fonciers sont constamment remis en cause : d’une part, par l’arrivée d’agriculteurs capitalistes qui parviennent à occuper illégalement ces propriétés pour y introduire des cultures commerciales telles que le tabac ou le coton ; de l’autre, par l’État lui-même, qui, au nom du développement, acquiert des terrains pour les céder à des investisseurs ou pour exécuter des projets d’infrastructures, comme des grands barrages. »
La lutte des Adivasis contre l’accaparement de leurs terres bénéficie du soutien de la guérilla maoïste des naxalites. Certaines multinationales ont été contraintes d'abandonner leurs projets face à cette résitance. Cependant, les autorités répondent parfois par une répression féroce, comme en 2006, lors du massacre de Kalinganagar, dans l'Odisha, quand la police a tué au moins douze personnes et fait des dizaines de blessés en ouvrant le feu sur une manifestation.

## Langues
L'Inde compte 860 langues « indiennes » (22 d'entre elles étant reconnues par la Constitution de l'Inde comme langues régionales), donc 838 langues vernaculaires. Deux langues sont officielles : hindi et anglais. Les langues sont groupées dans les familles indo-aryenne, dravidienne, tibéto-birmane, austro-asiatique et andamanaise. Les langues tribales sont dans les groupes dravidiens, tibéto-birmanes et austro-asiatique.

## Religions
Les plupart des tribus sont animistes. Leurs artistes illustrent la nature et les dieux incarnés dans la nature et dans la vie quotidienne, et incluent souvent aussi les dieux et rituels hindous,.
Mais au cours des XIXe et XXe siècles, un nombre substantiel d'entre eux se sont tournés vers le christianisme, particulièrement en Inde centrale, sur le plateau du Chotanagpur (Ouraons, Mundas, Kharias, Santals, etc) et dans les États du Nord-Est, comme les Khasis, les Mizos, les Nâgas, etc.

## Art

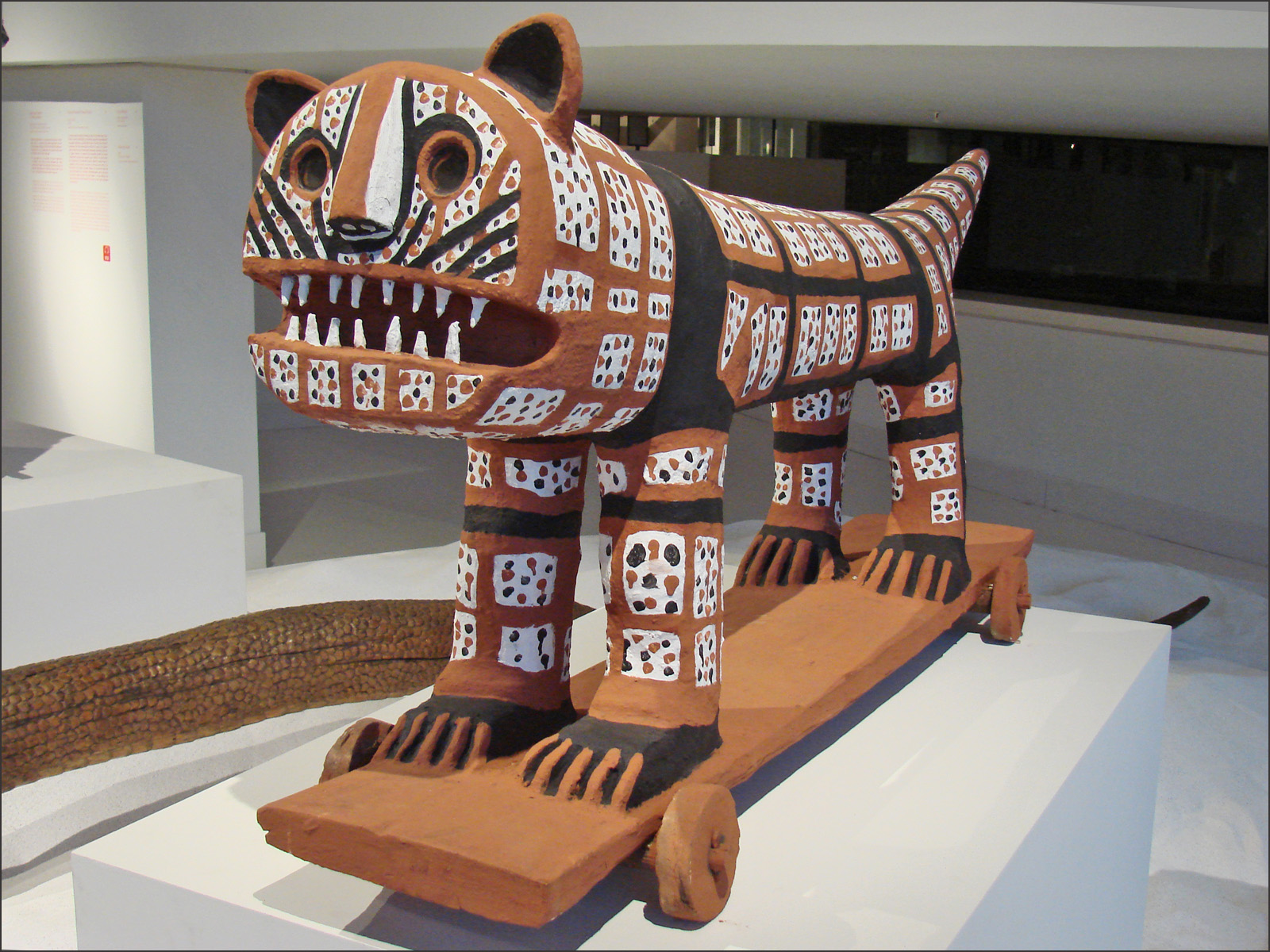
Tigre Bastar, terre cuite peinte, XXe siècle, Bharat Bhavan, Bhopal (Musée du quai Braly)

Ces populations créent des œuvres (dite art vernaculaire) qui se démarquent de l'art des temples ou de l'art urbain indien : masques, sculptures rituelles, effigies de bois, etc.
Une exposition au Musée du quai Branly, à Paris, en 2010, intitulée Autres maîtres de l'Inde, du 30 mars au 18 juillet, a permis de découvrir des exemples de ces créations.

### Tribus notables
- Andamanais
- Bhîl de langue indo-aryenne
- Gadabas
- Gond de langue dravidienne
- Khasi de langue austroasiatique
- Mizo de langue tibéto-birmane
- Mundârî de langue austroasiatique
- Naga de langue tibéto-birmane
- Parsis (classé comme scheduled tribe depuis 2004) de langue indo-aryenne
- Santals de langue austroasiatique
- Tharu de langue indo-aryenne
- Warli de langue indo-aryenne